# Stethaprion crenatum
Stethaprion crenatum is een straalvinnige vissensoort uit de familie van de karperzalmen (Characidae). De wetenschappelijke naam van de soort is voor het eerst geldig gepubliceerd in 1916 door Carl H. Eigenmann. Ze werd in 1909 verzameld door John Diederich Haseman. Ze komt voor in Zuid-Amerika in het stroomgebied van de Madeira, Purus en de beneden-Amazone.